# Alexander Knuth
Alexander Knuth (* 3. Mai 1948 in Wolfen) ist ein deutscher Onkologe. Er ist bekannt für seine Arbeiten zur Tumorimmunologie.

## Leben
Knuth studierte Medizin an der Freien Universität Berlin. Nach dem Staatsexamen 1973 promovierte er 1974 in der Pathologie der Universität Zürich. Am Krankenhaus Moabit wurde er zum Facharzt für Hämatologie und Internistische Onkologie ausgebildet. Bei Lloyd J. Old und Herbert F. Oettgen arbeitete er von 1978 bis 1980 als Forschungsassistent am Memorial Sloan-Kettering Cancer Center (MSKCC) in New York. Dort erwarb er auch das amerikanische Staatsexamen. Ab 1981 war Knuth wissenschaftlicher Mitarbeiter und Oberarzt an der Universitätsklinik Mainz, wo er 1987 mit der Arbeit Das extrahepatische Gallengangscarcinom in Gewebekultur als Modell zur Entwicklung eines neuen Tumormarkersystems habilitierte. 1991 erhielt er eine Gastprofessur am Fred Hutchinson Cancer Research Center in Seattle. Knuth war Chefarzt der Hämatologie/Onkologie am Nordwest-Krankenhaus in Frankfurt am Main und Direktor des dortigen Zentrums für klinische Studien des Ludwig Institute for Cancer Research, bevor er 2003 Ordinarius für Innere Medizin (Onkologie) an der Universität Zürich und Leiter der Onkologie am Universitätsspital Zürich wurde. Er ist seit 2013 medizinischer Direktor des National Center for Cancer Care & Research (NCCCR) in Doha, der Hauptstadt von Katar.

## Wirken
Knuth gehörte zu der Arbeitsgruppe, die das erste Tumorantigen identifizierte und klonierte (heute bekannt als Teil der MAGEA1, melanoma antigen family A, 1).
Knuth ist spezialisiert auf die Behandlung bösartiger Tumoren des Gastrointestinaltrakts sowie die Tumorimmunologie bzw. Krebsimmuntherapie. Er arbeitet an klinisch orientierten Forschungs- und Entwicklungsprogrammen, um neue immunbasierte Ansätze wie aktive
oder passive Immunisierung zu entwickeln.
Knuth hat mehr als 150 wissenschaftliche Publikationen veröffentlicht, darunter über 20 systematische Übersichtsarbeiten zum Thema Immuntherapien gegen Krebs.

## Auszeichnungen (Auswahl)
- 1984 Johann-Georg-Zimmermann-Förderpreis für die Arbeit zum Thema „Das maligne Melanom – Perspektiven für eine spezifische Immundiagnostik und Immuntherapie“ (gemeinsam mit Wolfgang Dippold)
- 2014 Johann-Georg-Zimmermann-Medaille[4]